# Quebrador (corrida landesa)

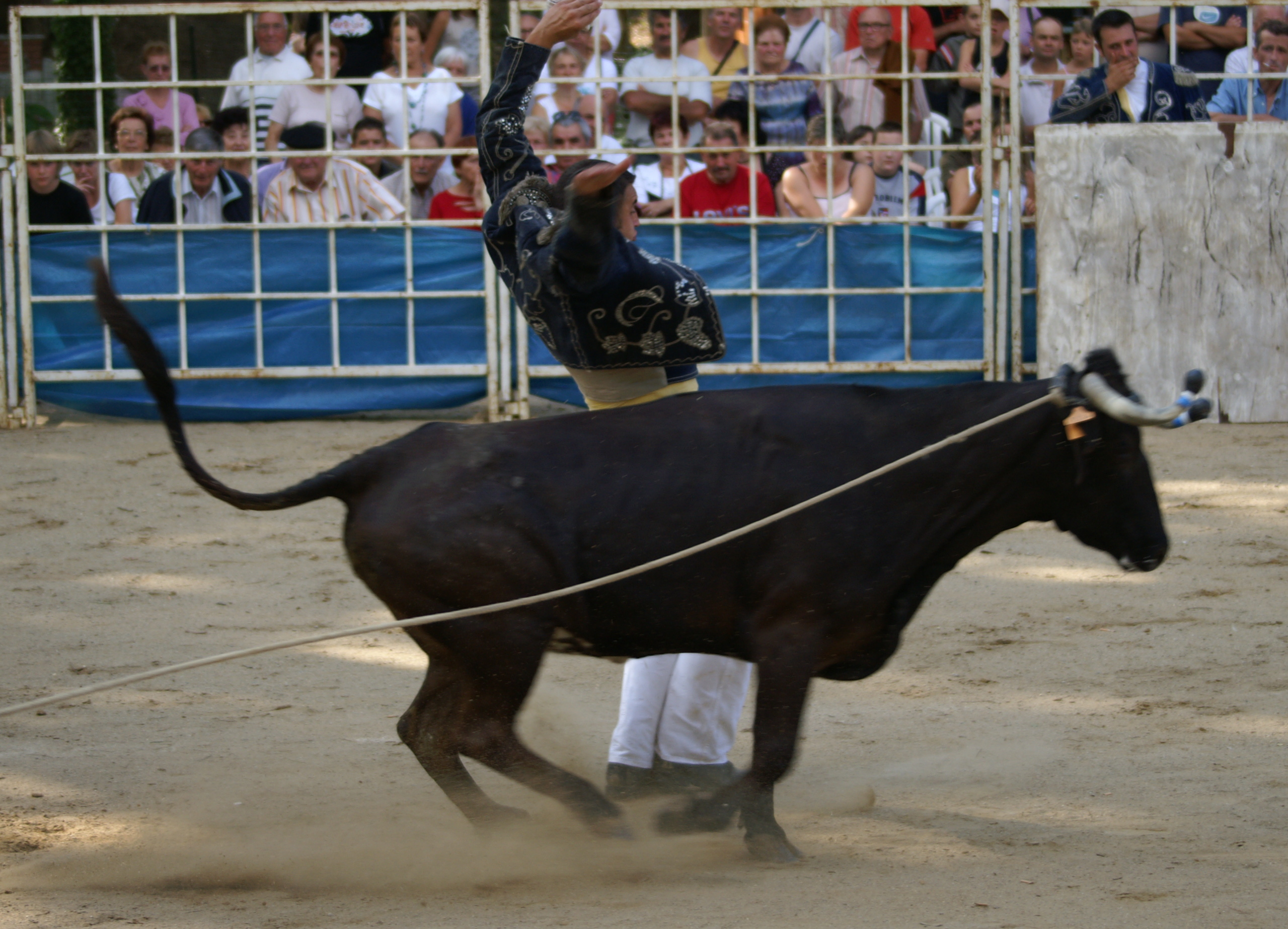
Un quebrador en acción.

El quebrado (en francés, écarteur) es, junto con el saltador, uno de los dos toreros de la corrida landesa. Se enfrenta a la “coursière”, una vaca de corrida landesa, realizando un quiebro.

## Presentación
El quiebro fue realizado por primera vez por Cizos en 1850. El quebrador se enfrenta a la vaca desde el centro de la plaza, desde donde grita para provocar su embestida. Mientras la vaca se precipita hacia él y le da un cabezazo para alcanzarlo con sus cuernos, la esquiva con un hueco que deja pasar al animal por el hueco de su región lumbar. El quebrador se encarga de perder el menor terreno posible en relación con la embestida.
Al final de la plaza, generalmente de cara a la presidencia, reuniendo jurado y comentarista, el entrenador, desde el burladero, coloca a la vaca y llama su atención hacia el quebrador, quien lo llama y la provoca. El segundo, colocado detrás del quebrador, tiene la función de atraer al animal cuando se realiza el quiebro.

### Diferencias
Hay dos formas de realizar el quiebro:
El quiebro en la finta

El quebrador espera al animal con pie firme, con los brazos cruzados sobre el pecho. A medida que la vaca se acerca, la engaña hacia el lado opuesto del que pretende salir. Para ello, avanza e inclina ligeramente el busto en una dirección, orientando así la embestida del animal y girando en el último momento en la dirección opuesta.
El quiebro en el salto

Es el más difícil de conseguir y el más apreciado por el público y el jurado. Cuando la vaca está a escasos metros de él, el quebrador salta con ambos pies juntos mientras avanza levemente una pierna, la del lado opuesto al que pretende girar, para orientar la embestida del animal en esa dirección. Cuando sus pies tocan el suelo y las cabezas de las vacas, el quebrador debe girar sobre el pie que queda atrás para alejarse, mientras excava la parte inferior de la espalda para dejar pasar el cuerpo del animal.

### Clasificación
En competición (corrida de desafío y corrida landesa), todas las cifras son puntuadas por un jurado asistido por un contador y un asesor. Cada figura se puntúa de acuerdo con la presentación del quebrador, el ataque, el diseño del hueco y el acabado, pero también el riesgo que implica, el valor de la vaca, la elegancia y el estilo. El quiebro se anota de 1 a 5 puntos o de 1 a 7 si se hace en el lado de la cuerda (espacio interior) : es un efecto peligroso ya que el cordal ya no puede intervenir en la cuerda.
Cada salida de carrera tiene ocho huecos contando para la competencia. El jurado otorga puntos a todas las cifras que entran en el cálculo de los resultados individuales o colectivos. Un golpe de fuerza completa se anota 1 punto en un quiebro exterior, 2 puntos en un quiebro interior. Una caída se anota 1,5 puntos si es causada por una pata delantera de la vaca y 2 puntos por una pata trasera (agregaremos 1 punto a estas notas en un quiebro interior).

## Galería

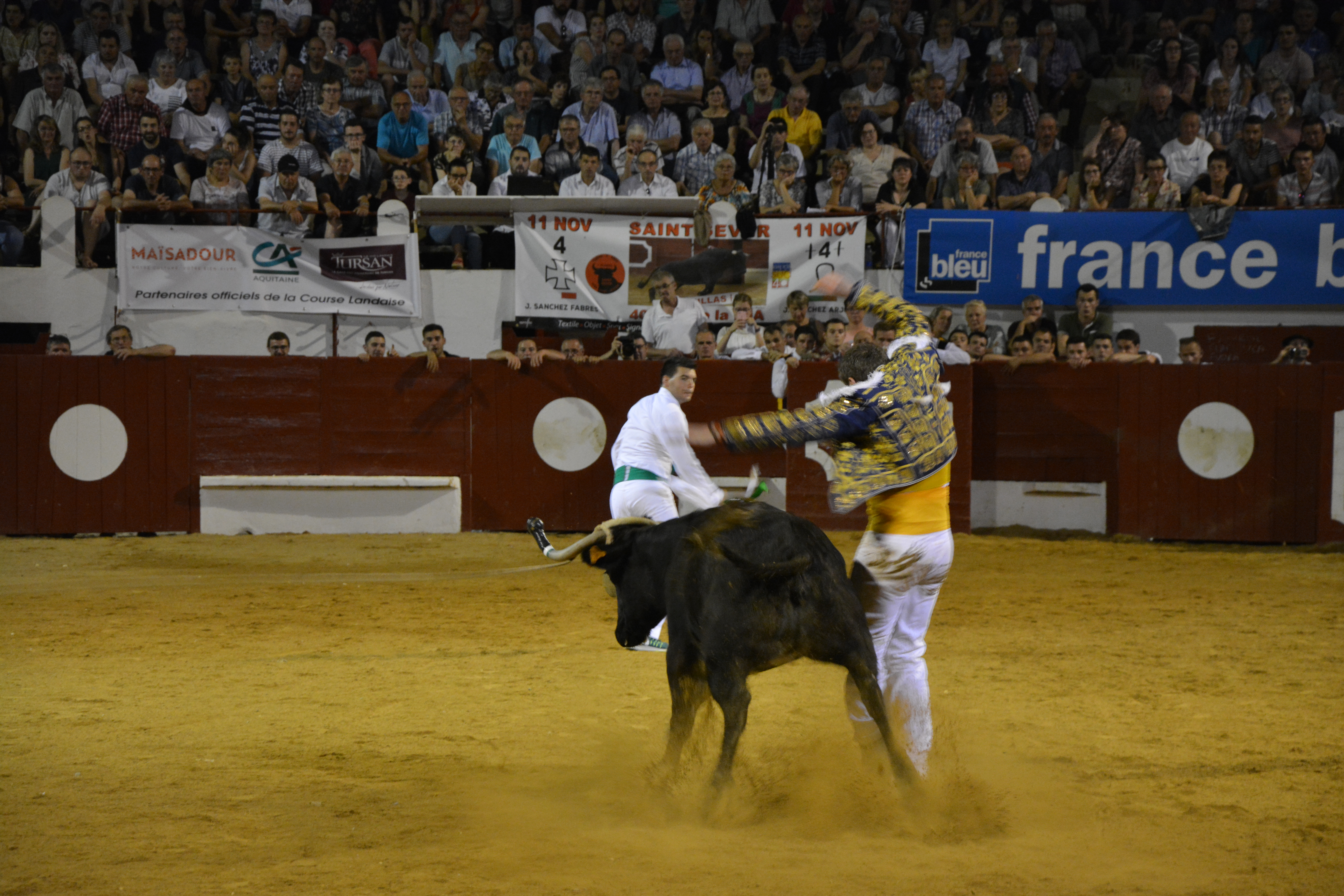
Quebrador en la plaza de toros de Morlanne

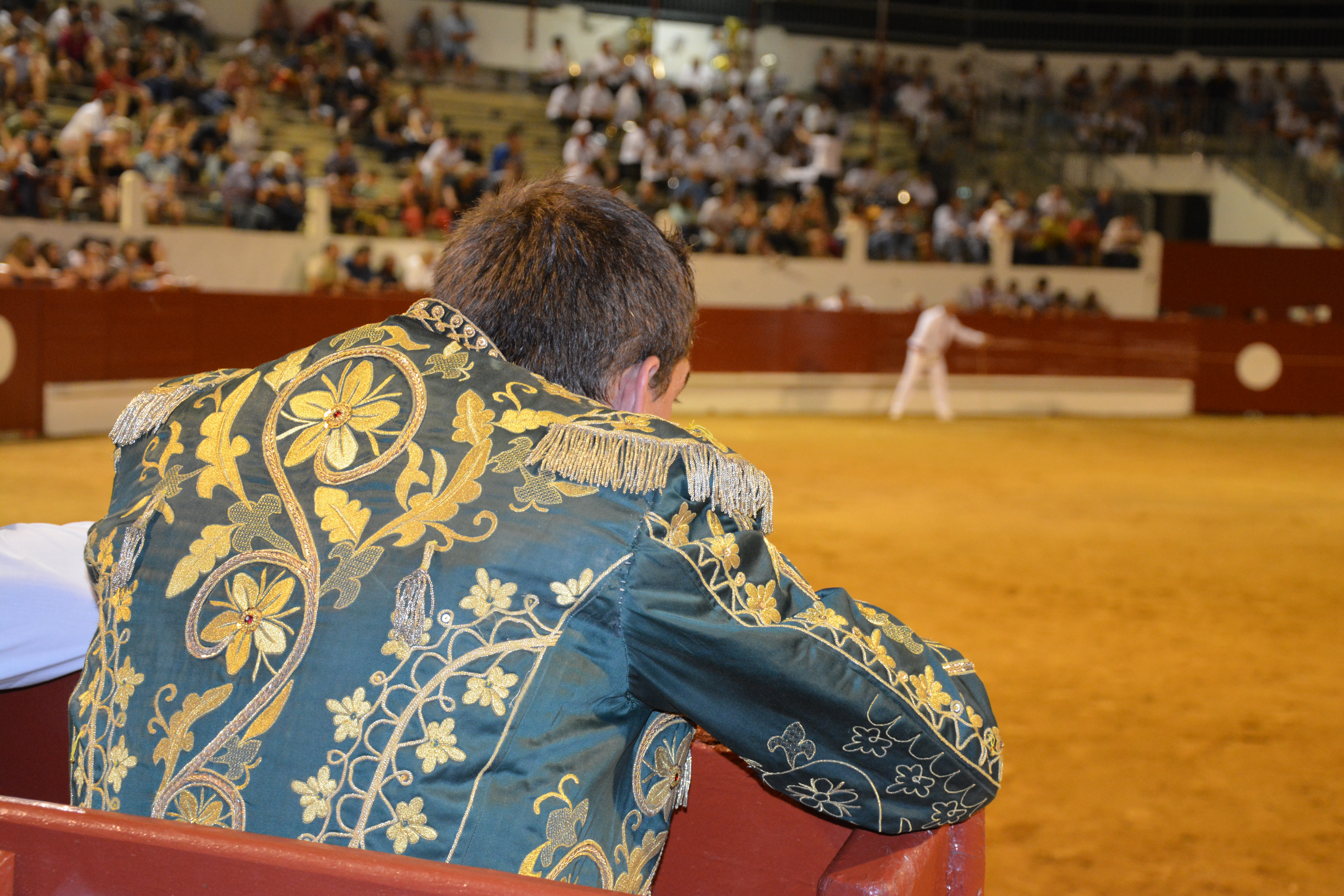
quebrador esperando en la plaza de toros de Morlanne

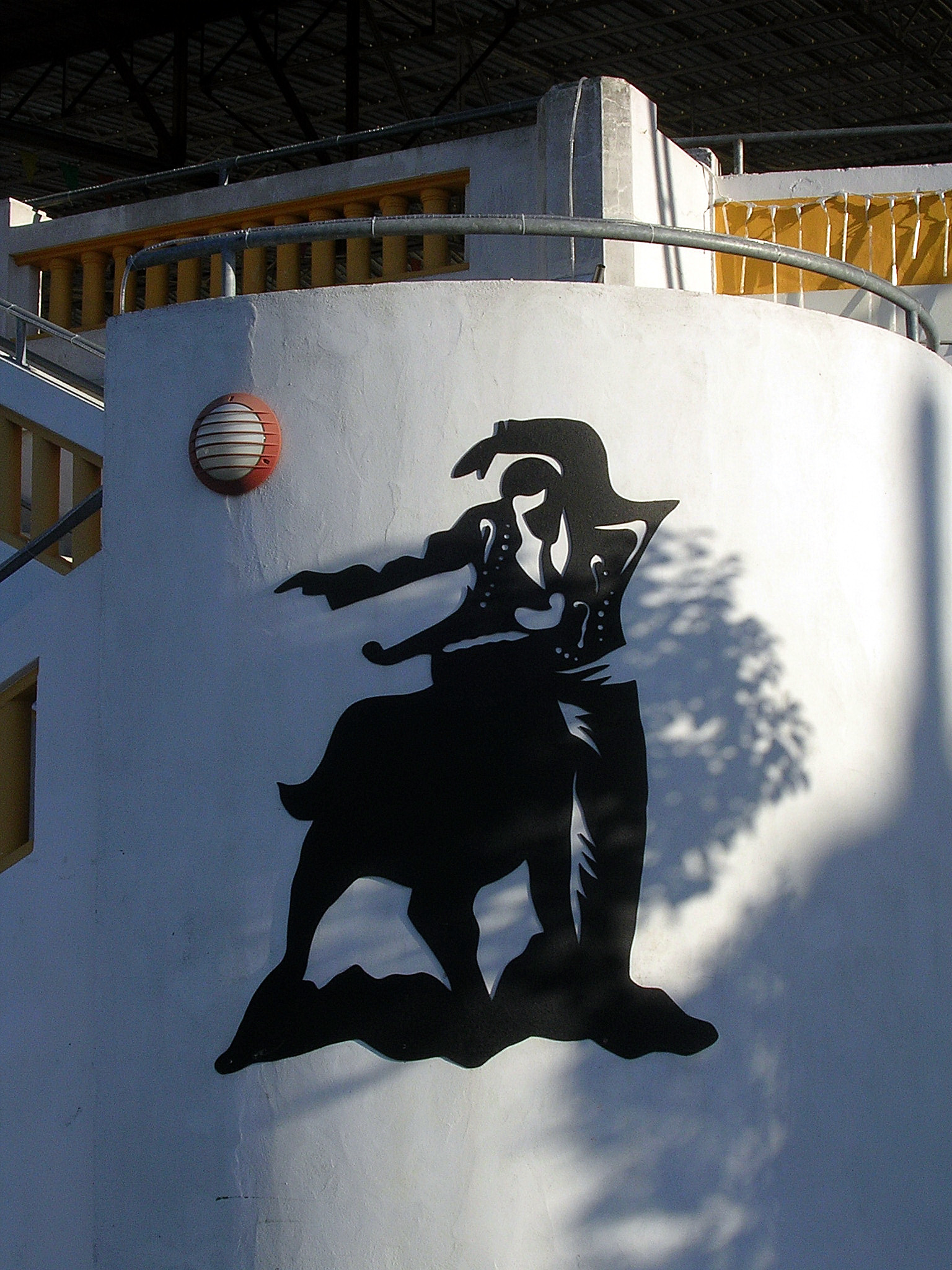
quebrador estilizado en la entrada de la plaza de toros de Pomarez

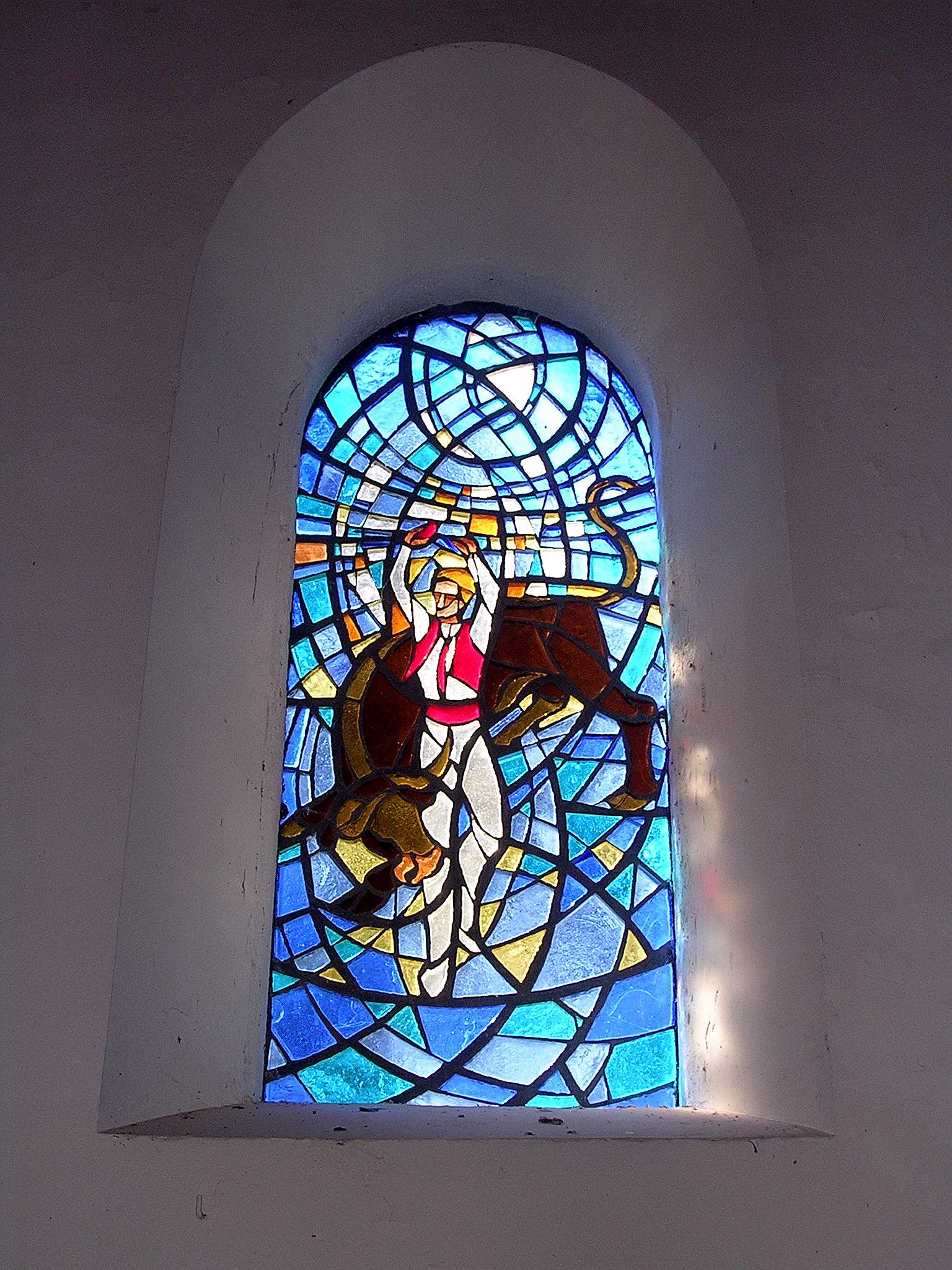
Vidrieras que representan un quebrador, en Notre-Dame-de-la-corrida landesa

.